# 強烈熱帶風暴蓮花 (2009年)
| 太平洋颱風季             |
| 主題頁 - 專題 - 編輯指南 |

強烈熱帶風暴蓮花（國際編號：0903，聯合颱風警報中心：03W）為2009年太平洋颱風季第3個被命名的熱帶氣旋。「蓮花」一名由澳門提供，即荷花，花瓣呈粉紅色，大葉，是澳門的特區區花。

## 發展過程
2009年6月10日前，一熱帶擾動於帛琉東南方約140公里形成，向西北方移動。但該熱帶擾動中心風力低，移動緩慢，橫跨整個西北太平洋東南部，並跨過菲律賓進入中國南海。
在橫誇西北太平洋東南部期間，2009年6月14日，該熱帶擾動開始增強，日本氣象廳把它升格為熱帶低氣壓，聯合颱風警報中心報告指，熱帶低氣壓當時位於菲律賓馬尼拉東南約520公里。但由於該熱帶低氣壓接近陸地，風力減弱，日本氣象廳把它降格為低壓區，聯合颱風警報中心亦為它作出最後報告。
於2009年6月15日及6月16日，該低壓區橫跨菲律賓，為菲律賓帶來惡劣天氣。橫跨菲律賓後，進入中國南海，其後再度增強，於六月十七日在香港東南偏南約520公里的南海北部上增強為熱帶低氣壓,並被命名為蓮花。蓮花移動緩慢，翌日增強為熱帶風暴。蓮花於六月十九日開始向偏北移動，橫過南海，當晚增強為強烈熱帶風暴。它於六月二十日日間向東北偏北移動，黃昏時達到其強度的頂峰，中心附近最高風速估計達每小時110公里。蓮花於六月二十一日移近中國東南部沿岸，下午減弱為熱帶風暴，首先在晚上約19時在金門登陸，並在20:30分於福建泉州晉江市金井鎮附近再次登陸。蓮花於六月二十二日向東北移動掠過福建沿岸地區後進入東海，黃昏時減弱為熱帶低氣壓，翌日在東海進一步減弱為一低壓區。儘管如此，蓮花的低壓區仍然活躍，直到其在日本一帶轉化為溫帶氣旋，一直維持至俄羅斯的堪察加半島和白令海一帶才完全消散。

## 影響

### 菲律賓
蓮花為菲律賓中部帶來暴雨，當時強度只是低壓區，故並未對菲律賓造成大的影響。

### 香港
當地發出之最高熱帶氣旋警告信號： 一號戒備信號
蓮花令香港天文台在2009年首次發出熱帶氣旋警告信號。雖然蓮花早於6月17日發展成熱帶低氣壓時，已經位於距離香港800公里範圍內，但是蓮花移動緩慢及不規則，天文台一直未有發出熱帶氣旋警告信號。
直至6月20日早上，蓮花向北至西北偏北移動，靠近華南沿岸，移入距離香港400公里範圍，並進一步增強，對香港構成威脅。香港天文台於上午10時40分發出一號戒備信號，當時蓮花集結在香港之東南約390公里。香港吹微風，主要為偏北風。隨後蓮花又改向東北偏北移動，於當日下午2時左右最接近香港，在香港之東南偏東約380公里掠過。香港天文台總部於同日下午5時08分至14分錄得最低瞬時海平面氣壓為999.7百帕斯卡，當時蓮花位於香港之東南偏東約400公里。當日香港天氣炎熱，部份時間有陽光，黃昏時份新界局部地區有驟雨。隨著蓮花逐漸遠離，天文台於6月21日凌晨5時45分取消所有熱帶氣旋警告信號。當日早上香港吹輕微至和緩偏西風，並轉為部分時間有陽光，局部地區有雷雨，梅窩錄得超過100毫米的雨量。

### 澳門
當地懸掛之最高熱帶氣旋信號： 一號風球
地球物理暨氣象局於2009年6月20日早上10時30分至翌日早上9時30分發出2009年首個一號風球 。

#### 雨量
| 氣象站         | 信號懸掛期間總雨量(毫米) |
| -------------- | ------------------------ |
| 大潭山         | 0.0                      |
| 嘉樂庇總督大橋 |                          |
| 友誼大穚(北)   |                          |
| 友誼大穚(南)   |                          |
| 西灣大橋       |                          |
| 大砲台山       | 1.6                      |
| 孫逸仙紀念公園 | 1.8                      |
| 路環分站       | 0.2                      |
| 九澳           | 0.0                      |
| 污水處理廠     | 0.0                      |
| 海事博物館     | 4.8                      |

### 臺灣、金門
當地發布之颱風警報：海上陸上颱風警報
中華民國交通部中央氣象局於2009年6月19日晚上20時30分發出輕度颱風蓮花的海上颱風警報，其時颱風位置在鵝鑾鼻西南方約470公里之海面。6月20日23時30分，發佈海上陸上颱風警報，其時颱風位置在澎湖群島西南方約280公里之海面，警戒區域以澎湖、金門地區為主。6月22日8時30分，中央氣象局將颱風蓮花降級為熱帶性低氣壓，並解除颱風警報，針對颱風外圍環流發佈豪雨特報。台灣最少有五人受傷、一人被溺斃、澎湖及金門島超過3300戶居民停電。一艘貨輪在台灣南端海域觸礁，全船九人獲救。
20日，台南地區因颱風接近，刮起強風吹倒路邊椰子樹，導致一位路人意外死亡。21日另發生兩起路人遭強風吹斷路樹砸傷的意外事故。
21日，中央氣象局表示蓮花在22:00分由金門附近進入大陸。
6月20日至22日8時止出現大累積雨量地區在臺東縣土阪367毫米、高雄縣南天池223毫米、花蓮縣高寮188毫米、屏東縣阿禮183毫米。

### 中國大陸
根據報章報導，福建有一人失蹤，20多萬人受災、32 000公頃農作物受損、直接經濟損失達3.36億元人民幣。廣東受到蓮花引致的水災影響，有五人死亡，直接經濟損失達3.33億元人民幣。一艘駁船在浙江海域遇險，船上五名船員獲救。而福建沿岸均錄得颶風程度的陣風，烈風程度的持續風速。蓮花晚間20時30分于福建省晉江市東石鎮登陸，之後以15公里每小時的速度繼續沿著海岸線擦過。
6月22日傍晚，已減弱為低壓區的蓮花離開大陸，進入東海。接著蓮花迅速于海面上消散，隨後于20時被各大機構停止編號。

## 熱帶氣旋警告使用紀錄

### 臺灣
| 交通部中央氣象局 颱風警報 | 交通部中央氣象局 颱風警報 | 交通部中央氣象局 颱風警報 |
| ------------------------- | ------------------------- | ------------------------- |
| 上一熱帶氣旋              | 海上颱風警報              | 下一熱帶氣旋              |
|                           | 海上颱風警報              |                           |
|                           | 陸上颱風警報              |                           |

### 香港
| 香港天文台 熱帶氣旋警告信號 | 香港天文台 熱帶氣旋警告信號 | 香港天文台 熱帶氣旋警告信號 |
| --------------------------- | --------------------------- | --------------------------- |
| 上一熱帶氣旋                | 一號戒備信號                | 下一熱帶氣旋                |
| 熱帶風暴海高斯              | 一號戒備信號                | 熱帶風暴浪卡                |

### 澳門
| 地球物理暨氣象局 熱帶氣旋信號 | 地球物理暨氣象局 熱帶氣旋信號 | 地球物理暨氣象局 熱帶氣旋信號 |
| ----------------------------- | ----------------------------- | ----------------------------- |
| 上一熱帶氣旋                  | 一號風球                      | 下一熱帶氣旋                  |
| 熱帶風暴海高斯                | 一號風球                      | 熱帶風暴浪卡                  |

## 內部連結
- 2009年太平洋颱風季
- 熱帶氣旋

## 外部連結
- （英文）聯合颱風警報中心首頁 （页面存档备份，存于）
- （日語）日本氣象廳首頁 （页面存档备份，存于）
- （繁體中文）中央氣象局首頁 （页面存档备份，存于）
- （英文）菲律賓大氣地球物理和天文管理局首頁 （页面存档备份，存于）
- （繁體中文）香港天文台首頁 （页面存档备份，存于）
- （繁體中文）澳門地球物理暨氣象局首頁 （页面存档备份，存于）